# Ilija Dschiwondow
Ilija Dschiwondow (bulgarisch Илия Дживондов, engl. Transkription Iliya Dzhivondov; * 6. März 1978 in Plowdiw) ist ein ehemaliger bulgarischer Sprinter und Hürdenläufer.
2000 gewann er bei den Leichtathletik-Halleneuropameisterschaften in Gent Gold über 400 m. Bei den Olympischen Spielen in Sydney startete er über 400 m und im 400-Meter-Hürdenlauf, schied aber jeweils im Vorlauf aus.
Viermal wurde er bulgarischer Meister über 400 m (1999–2002), zweimal über 400 m Hürden (2001, 2002) und einmal über 200 m (2003). In der Halle holte er dreimal den nationalen Titel über 400 m (1999, 2001 und 2003) und einmal über 200 m (2000).

## Persönliche Bestzeiten
- 200 m: 20,92 s, 4. Juni 2000, Sofia
  - Halle: 21,22 s, 12. Februar 2000, Piräus
- 400 m: 45,32 s, 3. Juni 2000,	Sofia (bulgarischer Rekord)
  - Halle: 46,35 s, 12. Februar 2000, Piräus (bulgarischer Rekord)
- 400 m Hürden: 49,88 s, 10. Juni 2000, Sofia